# Gansingen
Gansingen is een gemeente en plaats in het Zwitserse kanton Aargau en maakt deel uit van het district Laufenburg.
Gansingen telt 1.002 inwoners.